# Georges Biet
Pour les articles homonymes, voir Biet.
Georges Emile Biet, né à Nancy le 4 novembre 1869 et mort dans la même ville le 5 septembre 1955, est un architecte français représentant du style Art nouveau.

## Biographie
Il est le fils de Joseph Isidore Biet (1838-1920), architecte, et de Marguerite Deloussat. Dans un premier temps, il fait des études d'ingénieur à l'École professionnelle de l'Est. Puis il entre à l'École des Beaux-Arts en 1890. Il est l'élève de Victor Laloux et se forme dans l'atelier de son père durant sa dernière année d'études. Il sort diplômé de l'école le 10 décembre 1896 après avoir obtenu une médaille de première classe en 1893.
Son agence à Nancy est située d'abord au 3 rue de Lorraine puis au 22 rue de la Commanderie. Parallèlement, il donne des cours de dessin à l'École professionnelle de l'Est à partir de 1898.
Il a beaucoup collaboré avec Eugène Vallin.
Bien que relevant du mouvement de l'école de Nancy, en particulier dans son utilisation des ferronneries et sa double formation industrielle et artistique, il s'est peu impliqué dans la vie associative du mouvement. Il est membre de la Société des architectes de l'Est de la France à partir de 1896 et de la Société des architectes diplômés par le gouvernement à partir de 1897.
Nommé architecte des Hospices de Nancy en 1909, il reprend les chantiers de Ferdinand Genay à l'hôpital central de Nancy (rénovation et agrandissement en 1911 du service pédiatrique qui deviendra le dispensaire Haushalter), à l'hôpital Saint-Julien et au sanatorium de Lay-Saint-Christophe. Il crée l'hôpital Villemin, qui n'ouvre qu'en 1919, la guerre ayant retardé les travaux. Il démissionne en octobre 1923 et Pierre Le Bourgeois prend sa succession.
Il est enterré au cimetière de Préville.

### Vie privée
Il épouse Marie Juliette Valérie Petitjean en 1899, puis Renée Petitjean en 1911 et a sept enfants.

## Principales réalisations remarquables
- maison Gaudin[2],[5], 97 rue Charles III à Nancy (Meurthe-et-Moselle), 1899[2]
- cure d'air Trianon[2],[6], 75 rue Pasteur à Malzéville (Meurthe-et-Moselle), 1901-1902
- immeuble Georges Biet[2],[7], 22 rue de la Commanderie à Nancy, 1901-1902, en collaboration avec Eugène Vallin. Victime d'un bombardement en 1917, il est reconstruit en 1925 et complété en 1927 par un édicule métallique au-dessus du porche d'entrée qui est la première œuvre architecturale de Jean Prouvé[8].
- immeuble André[2],[9], 62 rue des Tiercelins à Nancy, 1902
- nouvelle église paroissiale de la-Nativité-de la-Vierge [2],[10] à Villerupt (Meurthe-et-Moselle), 1902-1904
- immeuble Aimé[2],[11], 44 rue Saint-Dizier à Nancy, 1902-1905, en collaboration avec Eugène Vallin ; actuellement agence bancaire
- villa Masson[2],[12], 17 quai de Strasbourg à Lunéville (Meurthe-et-Moselle), 1903
- immeuble[13], 39 avenue du XXe Corps à Nancy, 1903
- maison d'Eugène Biet, 41 rue Pasteur à Nancy, 1906
- maison du Dr Léon Hoche[14],[15], 16 rue Émile-Gallé à Nancy, 1906
- château Colin[2],[16] à Belleau (Meurthe-et-Moselle), 1920-1924

édifices construits par Georges Biet et classés monuments historiques
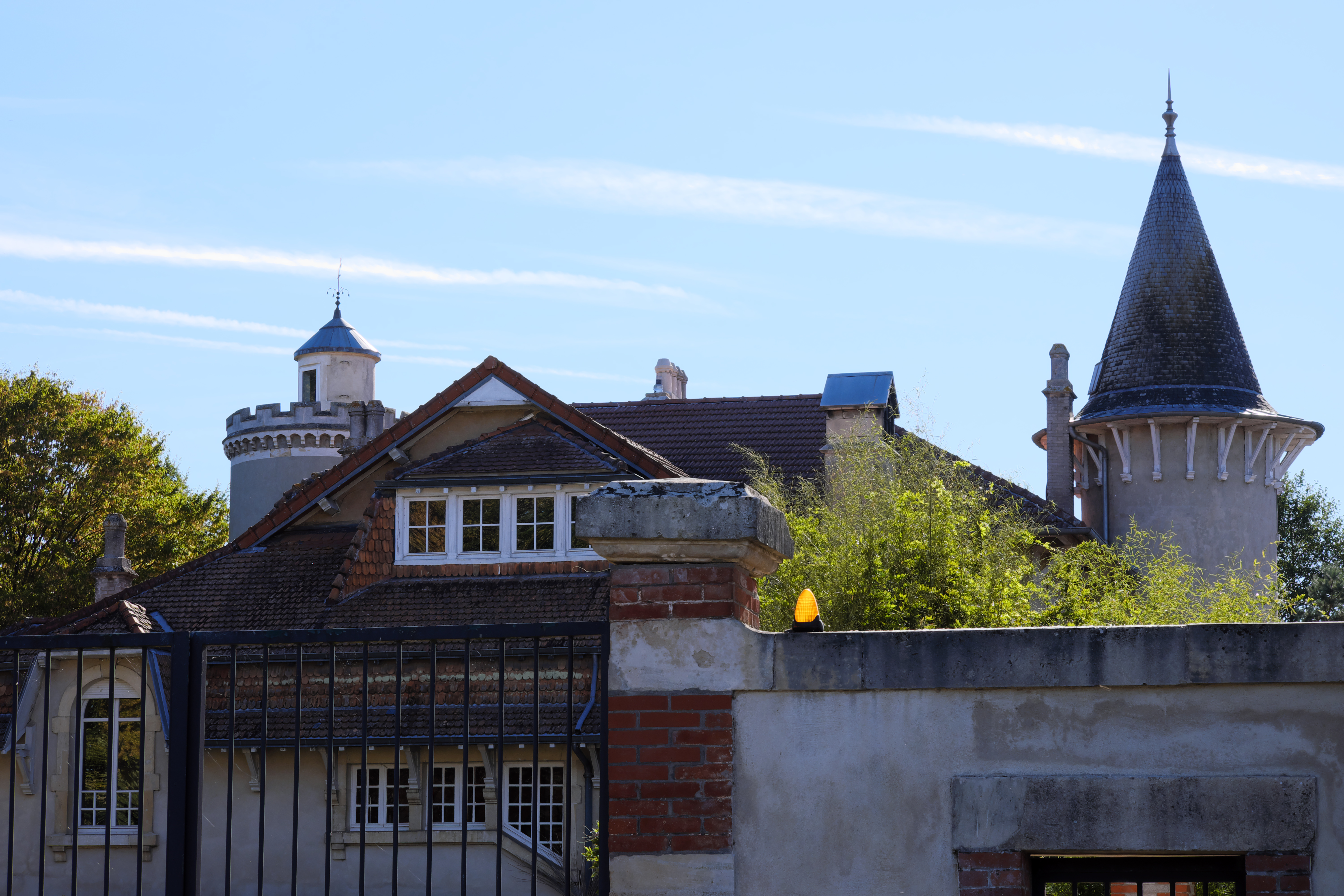
Château Colin de Belleau
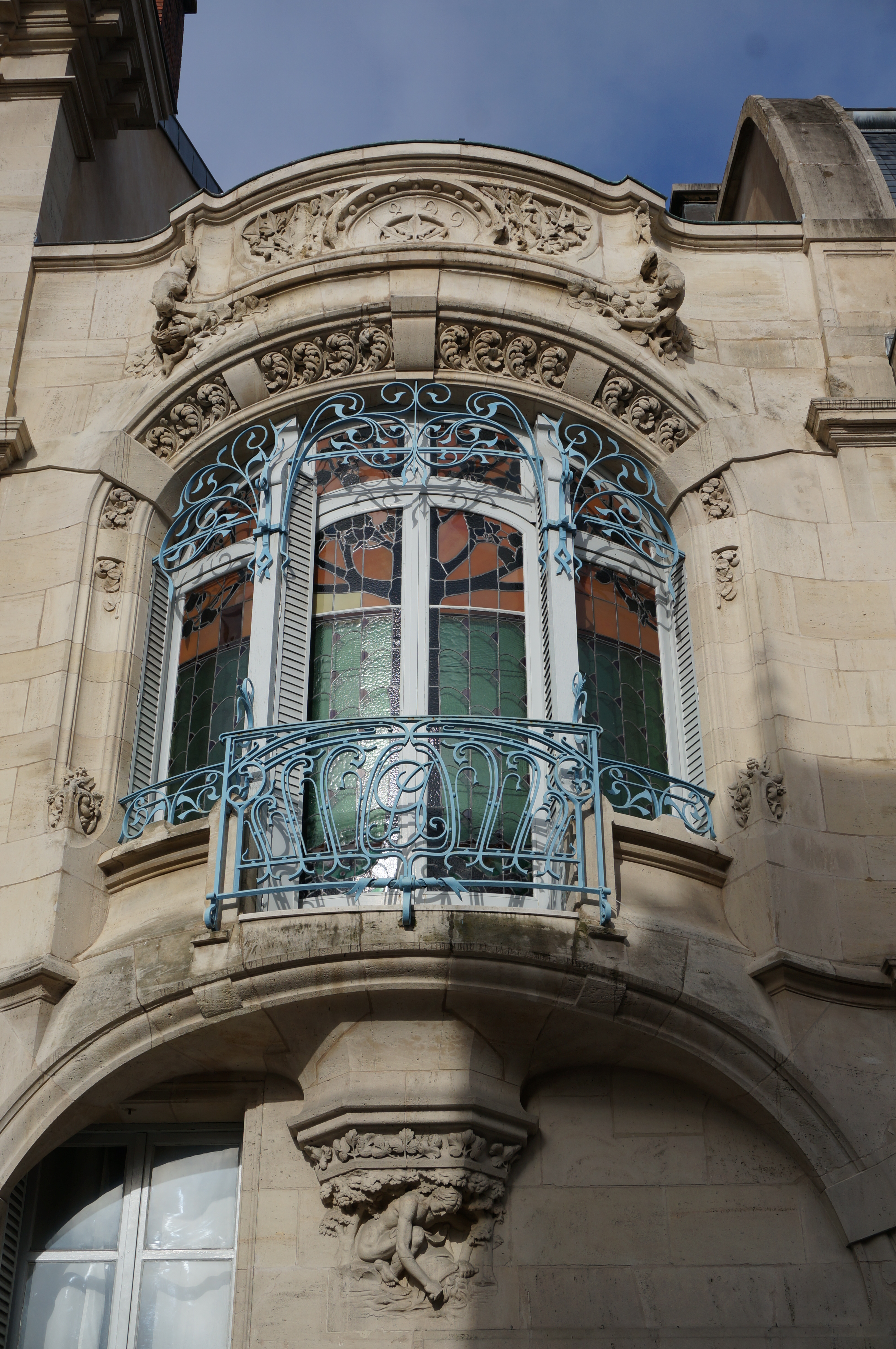
Maison Gaudin
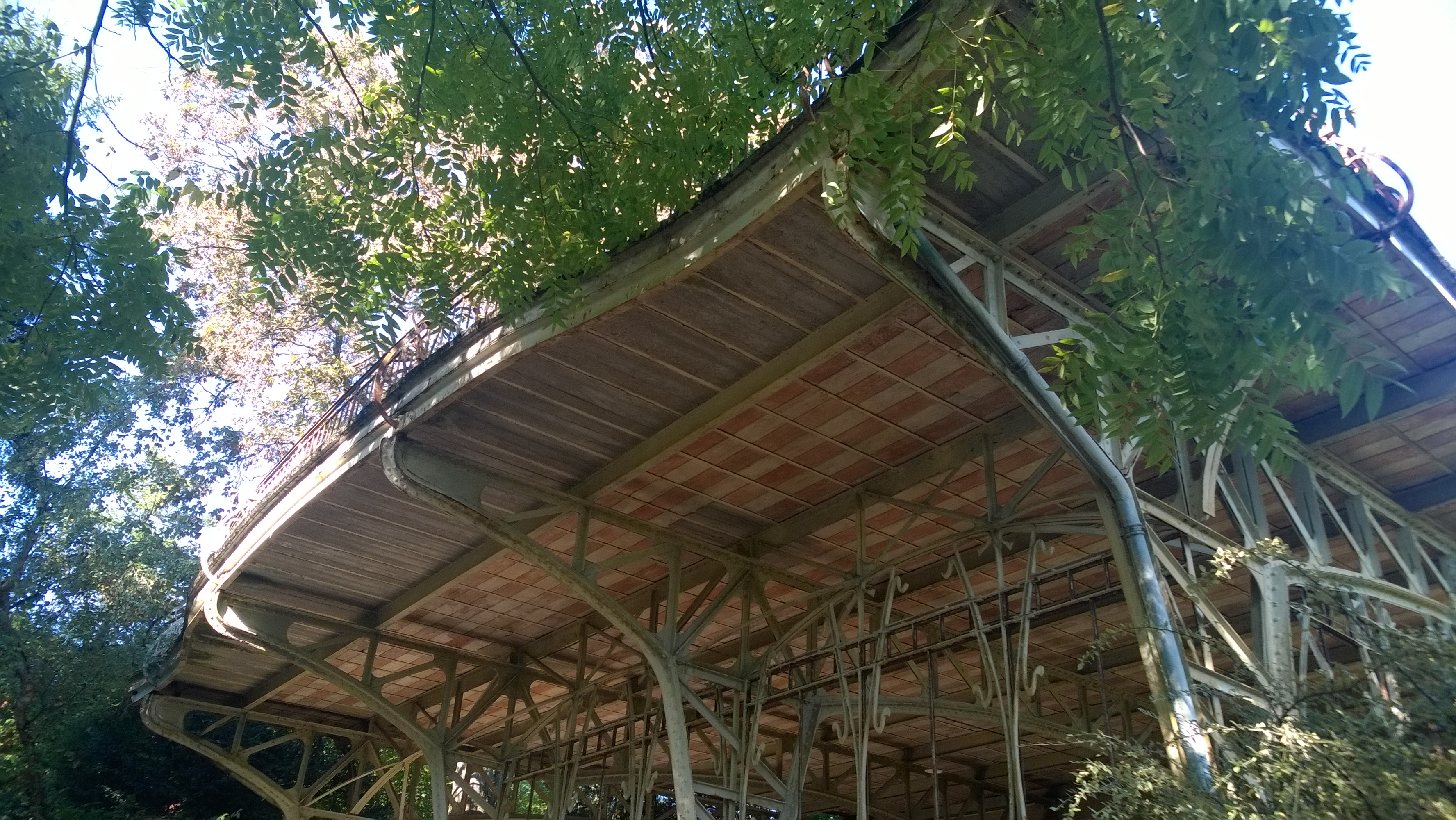
Cure d'air Trianon
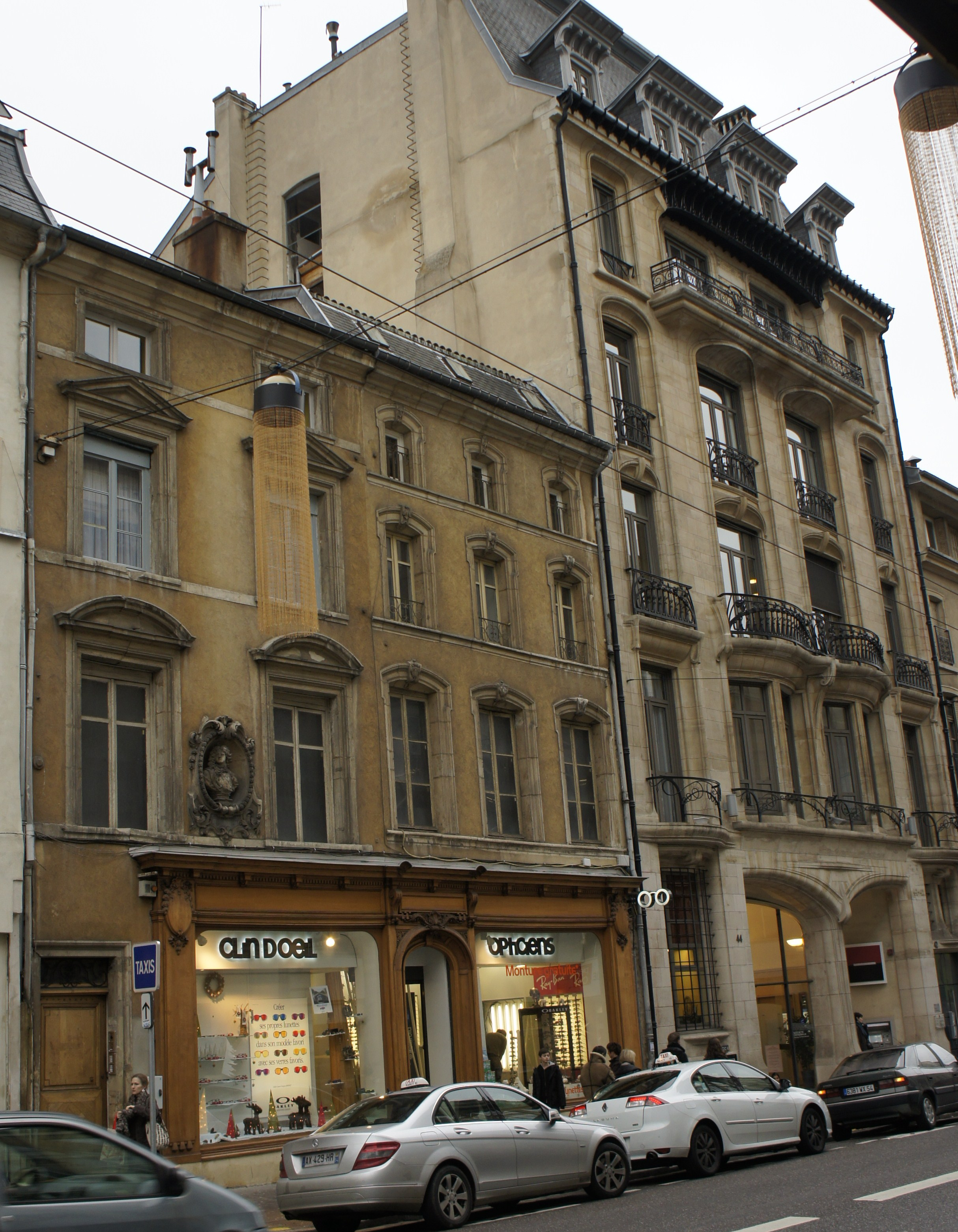
Immeuble Aimé
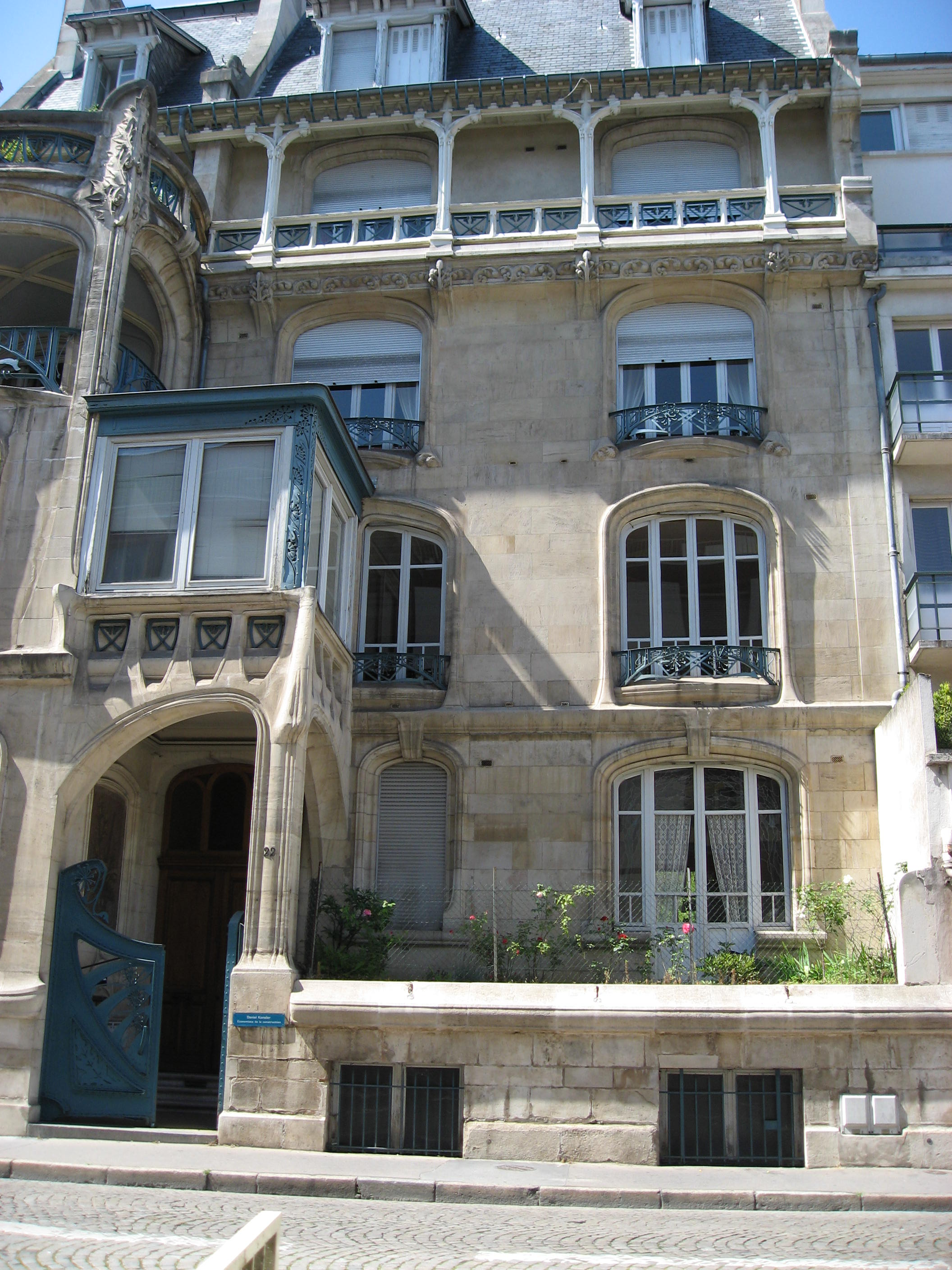
Immeuble Georges Biet
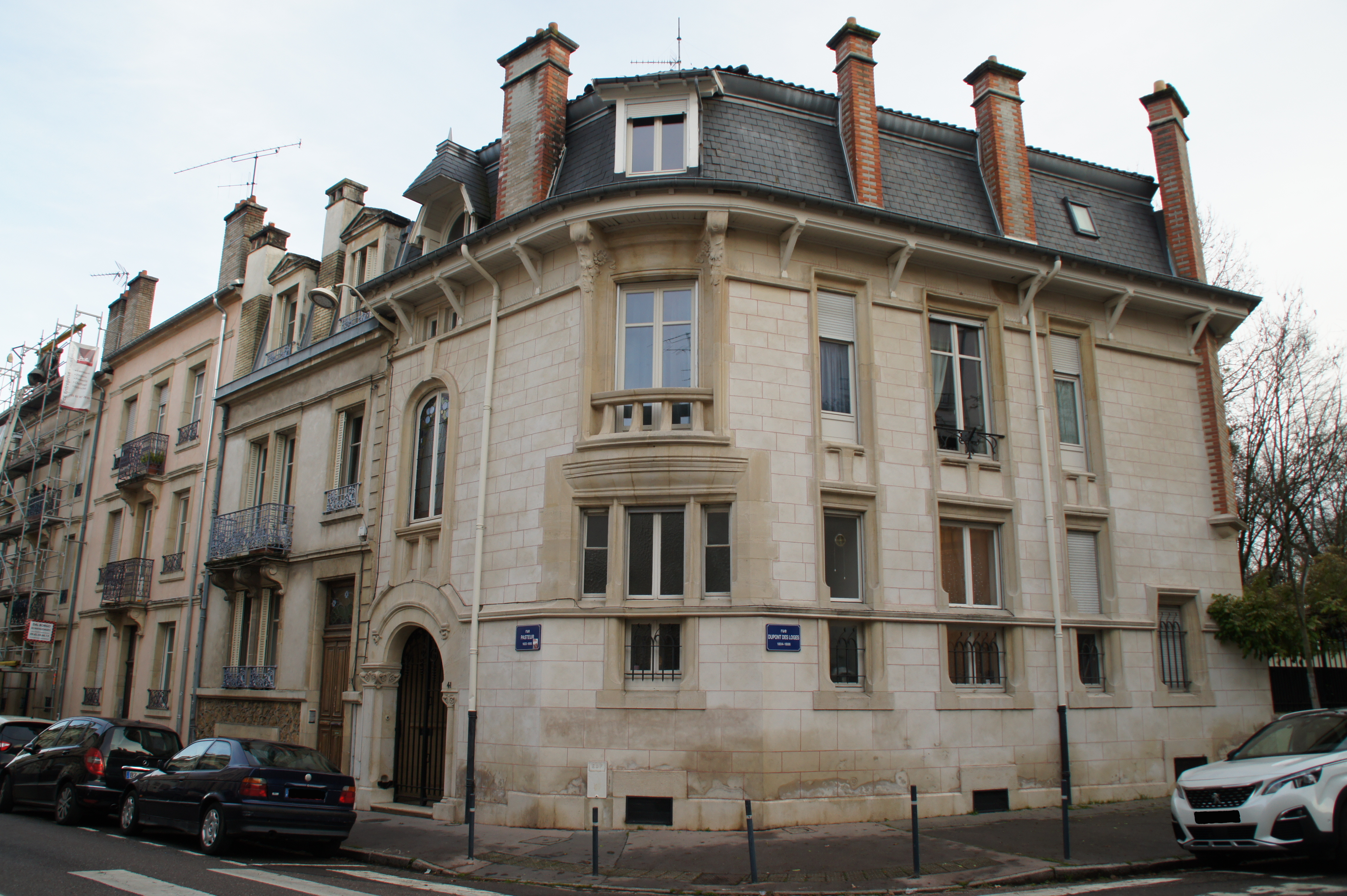
Maison Eugène Biet
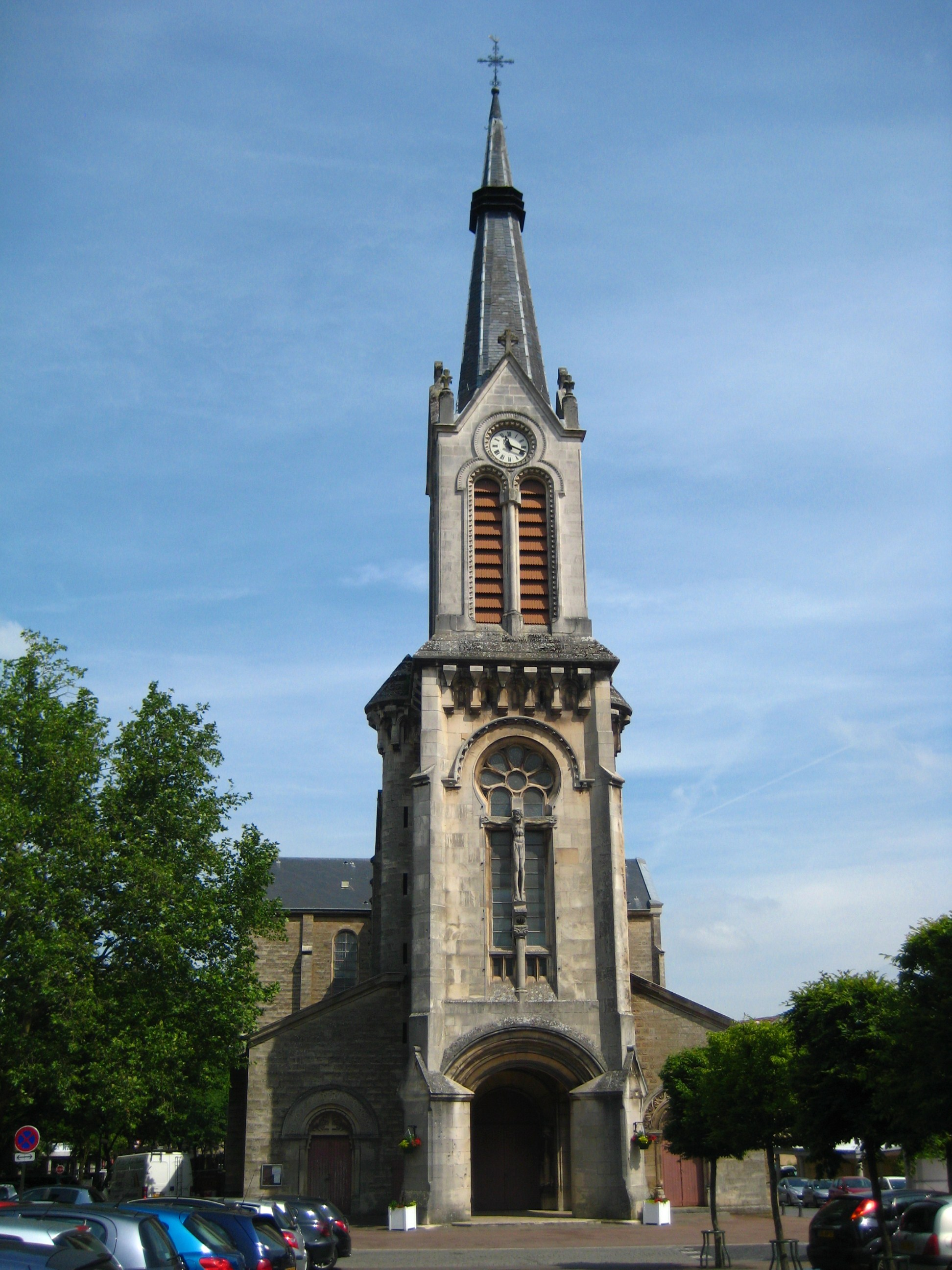
Nouvelle Église paroissiale de la-Nativité-de la-Vierge

## Autres réalisations
- magasin de Georges Schwartz[17], ébéniste attitré de Jacques Gruber; construit en 1901 et démonté en 1986
- reconstruction du village de Parux en Meurthe-et-Moselle dont il présente le plan d'urbanisme dès 1919[18]
- monument de la Croix de Bourgogne, inauguré en 1928 à Nancy, avec Victor Prouvé[19]
- mairie et salle des fêtes de Val-et-Châtillon (1932)[18]
- palais des Fêtes de l'Exposition internationale de l'Est de la France de 1909
- église Saint-Martin de Gugney-sous-Vaudemont (1905)

autres réalisations
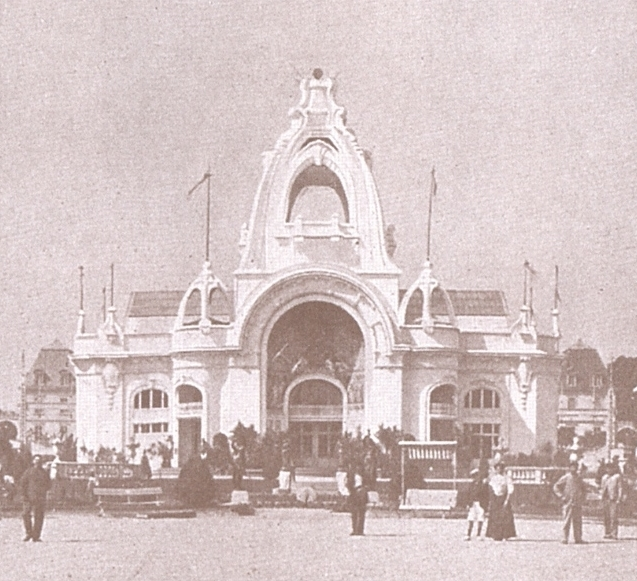
Palais des Fêtes de l'Exposition internationale de l'Est de la France de 1909